# قائمة شركات الطيران المحظورة في الاتحاد الأوروبي
لائحة شركات الطيران المحظورة في الاتحاد الأوروبي هي القائمة السوداء لشركات طيران من دول مختلفة لا تحترم معايير السلامة الخاصة بالطيران طبقا لمعايير الاتحاد الأوروبي، وتُمنع هذه الشركات من التحليق فوق أي مجال جوي لعضو من أعضاء الاتحاد الأوروبي، ونشرت أول لائحة أول مرة في عام 2006 ضمن المرسوم القانوني رقم 474/2006 للمفوضية الأوروبية الذي نشر في 22 مارس من عام 2006.

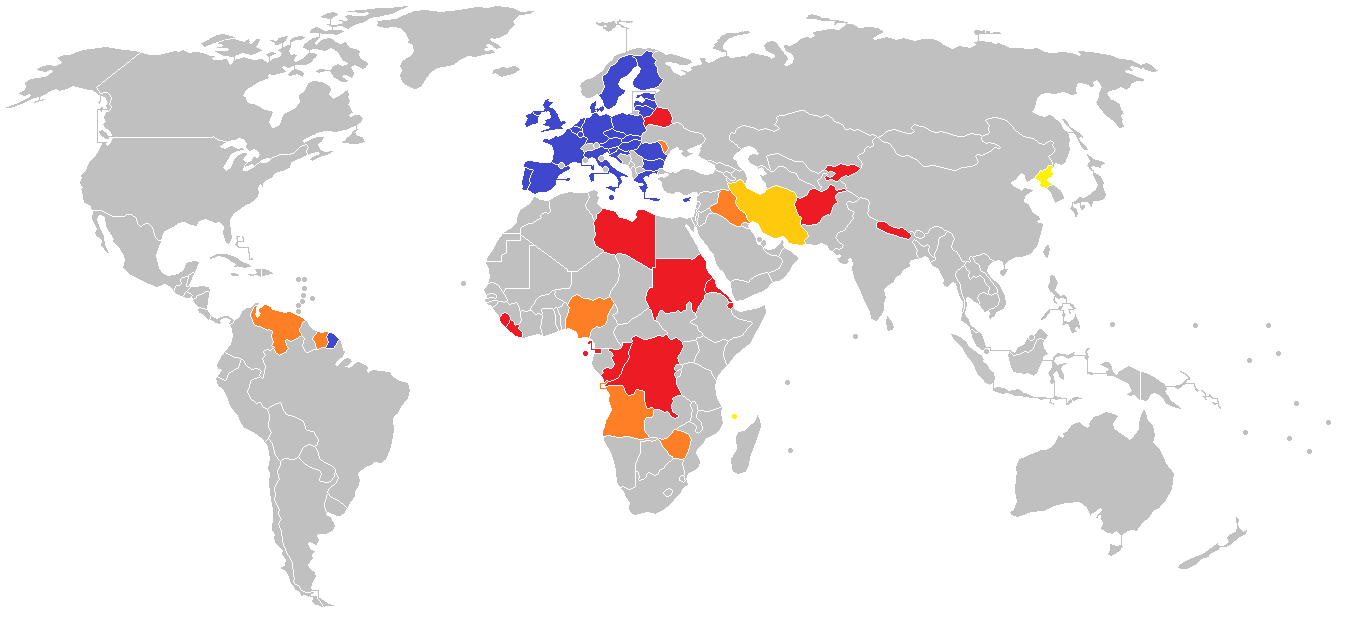
الدول الأعضاء في الاتحاد الأوروبي
جميع شركات الطيران محظورة
بعض شركات الطيران محظورة
بعض شركات الطيران محظورة وبعضها في الملحق ب
بعض شركات الطيران مدرجة في الملحق ب

## قائمة شركات الطيران
القائمة الحالية نشرت في 10 دجنبر 2019.
| الدول                       | شركات الطيران المحظورة                                                |
| --------------------------- | --------------------------------------------------------------------- |
| أفغانستان                   | جميع شركات الطيران                                                    |
| أنغولا                      | جميع شركات الطيران ما عدا الخطوط الجوية الأنغولية وطيران هيلي مالونغو |
| جمهورية الكونغو             | جميع شركات الطيران                                                    |
| جمهورية الكونغو الديمقراطية | جميع شركات الطيران                                                    |
| جيبوتي                      | جميع شركات الطيران                                                    |
| غينيا الإستوائية            | جميع شركات الطيران                                                    |
| إريتريا                     | جميع شركات الطيران                                                    |
| إيران                       | آسمان للطيران                                                         |
| العراق                      | الخطوط الجوية العراقية - فلاي بغداد                                   |
| قرغيزستان                   | جميع شركات الطيران                                                    |
| ليبيريا                     | جميع شركات الطيران                                                    |
| ليبيا                       | جميع شركات الطيران                                                    |
| مولدوفا                     | جميع شركات الطيران ما عدا مولدوفا للطيران، فلاي وان، آيرو ترانس للشحن |
| نيبال                       | جميع شركات الطيران                                                    |
| نيجيريا                     | طيران ميد فيو                                                         |
| ساو تومي وبرينسيب           | جميع شركات الطيران                                                    |
| سيراليون                    | جميع شركات الطيران                                                    |
| السودان                     | جميع شركات الطيران                                                    |
| سورينام                     | جميع شركات الطيران                                                    |
| فنزويلا                     | جميع شركات الطيران                                                    |
| زمبابوي                     | جميع شركات الطيران                                                    |

### الملحق ب (Annex B)
الملحق ب يشمل بعض أنواع الطائرات المحظورة من الطيران في الاتحاد الأوروبي
| شركة الطيران            | الطائرات المحظورة                                              |
| ----------------------- | -------------------------------------------------------------- |
| الخطوط الجوية الإيرانية | جميع الطائرات من طراز فوكر 100 وبوينغ 747 والمسجلة بإسم الشركة |